# Boulevard of Broken Dreams
«Boulevard of Broken Dreams» —en español: «Bulevar de los sueños rotos»— es el segundo sencillo del álbum American Idiot, de la banda punk rock estadounidense Green Day, y el sencillo más exitoso de la banda. La canción fue escrita por el cantante y guitarrista Billie Joe Armstrong. El sencillo alcanzó el puesto número dos en los Estados Unidos. Fue nombrada «Grabación del año» en la entrega de los premios Grammy en 2006.
Fue clasificado como el número 1 por los Reader's Choice (Elección del Lector) de Rolling Stone como el sencillo de la década en 2009 y número 65 en las 100 mejores canciones de la Década por la revista Rolling Stone. A partir de 2010, ha vendido 2.084.000 copias en los Estados Unidos y fue certificado 2x Platino, también es la novena canción más vendida de la década.

## Antecedentes
La canción es la continuación de «Holiday». Narra cómo Jesus of Suburbia desea ser encontrado por alguien quien lo quiera y que lo salve de su soledad. Relata cómo camina solo por las calles, cómo solo su sombra lo acompaña en este momento de la historia y cómo lee entre líneas lo que está bien y lo que está mal.
Básicamente, la canción es uno de los momentos más bajos para el personaje, ya que está solo y sin saber qué hacer.

## Video musical
El video es la continuación de «Holiday». Empieza con imágenes de un Mercury Monterey de 1968 convertible con el logotipo del álbum American Idiot fundido en acero en el capó del auto que se detiene en medio del desierto (al parecer un poco averiado) (en la radio se escucha el final de «Holiday»). Entonces comienzan a caminar desde el desierto hacia la ciudad, donde ven a gente triste, sufriendo, en una atmósfera oscura y sombría. En un momento del videoclip, tocan la canción en una habitación vieja y sucia, mientras la cámara se mueve como si fuera un documental. La habitación parece ser el mismo lugar donde estaba el bar en el video de Holiday. El video musical de "Boulevard of Broken Dreams" fue dirigido por el director Samuel Bayer.

## Demanda
Noel Gallagher (guitarrista, compositor principal y líder de Oasis) demandó a Green Day argumentando que «Boulevard of Broken Dreams» era un plagio de «Wonderwall». Este planteamiento podría ser cierto si se tiene en cuenta que la progresión rítmica y los acordes de «Boulevard of Broken Dreams» es igual a la de «Wonderwall». La demanda fue desestimada, ya que no se puede acusar de plagio por usar la misma progresión de acordes.

## Lista de canciones
| Sencillo en CD #1 Vinilo de 7" |                              |          |  |
| N.º                            | Título                       | Duración |  |
| 1.                             | «Boulevard of Broken Dreams» | 4:21     |  |
| 2.                             | «Letterbomb» (Live)          | 3:58     |  |

| Sencillo en CD #2 |                              |          |  |
| N.º               | Título                       | Duración |  |
| 1.                | «Boulevard of Broken Dreams» | 4:21     |  |
| 2.                | «American Idiot» (Live)      | 4:12     |  |
| 3.                | «She's a Rebel» (Live)       | 2:03     |  |

| CD Promocional |                                                    |          |  |
| N.º            | Título                                             | Duración |  |
| 1.             | «Boulevard of Broken Dreams» (Pop Edit)            | 3:34     |  |
| 2.             | «Boulevard of Broken Dreams» (Clean Album Version) | 4:21     |  |

| CD Promocional Europa |                                              |          |  |
| N.º                   | Título                                       | Duración |  |
| 1.                    | «Boulevard of Broken Dreams» (Album Version) | 4:21     |  |
| 2.                    | «Boulevard of Broken Dreams» (Clean Version) | 4:21     |  |

| CD Promocional Estados Unidos |                                           |          |  |
| N.º                           | Título                                    | Duración |  |
| 1.                            | «Boulevard of Broken Dreams» (Clean Edit) | 4:21     |  |

## Versiones
- La versión original que aparece en el disco American Idiot.[12]
- Radio edit más corta y con censura.
- Clean edit duración igual a la original, pero con silencio en las partes con lenguaje obsceno. Está versión, además de aparecer en algunas ediciones promocional del sencillo, forma parte de Oh Love EP.[13]
- Pop edit sin censura y más corta.
- Versión en vivo grabada el 19 de marzo de 2005 en Tokio, Japón durante el American Idiot World Tour[14] e incluida en la versión especial japonesa de American Idiot y en la edición Target del disco 21st Century Breakdown.[15]
- Versión en vivo incluida en el CD/DVD Bullet in a Bible.[16]
- Versión en vivo grabada en enero del 2010 durante el 21st Century Breakdown World Tour e incluida en el DVD Awesome as Fuck.[17] Esta versión es diferente, con una introducción acústica.
- Versión del musical American Idiot incluida en el disco American Idiot: The Original Broadway Cast Recording.[18]
- Versión en vivo grabada en Nueva York el 21 de septiembre de 2004 e incluida como lado B en el sencillo Holiday dentro del CD #2.[19]

## Posicionamiento en listas
| Listas (2004-2006)                       | Mejor posición |
| ---------------------------------------- | -------------- |
| Alemania (Offizielle Deutsche Charts)    | 13             |
| Australia (ARIA)                         | 5              |
| Austria (Ö3 Austria Top 40)              | 8              |
| Bélgica (Flandes) (Ultratop 50)          | 4              |
| Bélgica (Valonia) (Ultratop 50)          | 3              |
| Dinamarca (Tracklisten)                  | 8              |
| Estados Unidos (Billboard Hot 100)       | 2              |
| Estados Unidos (Adult Alternative Songs) | 1              |
| Estados Unidos (Alternative Airplay)     | 1              |
| Estados Unidos (Adult Contemporary)      | 30             |
| Estados Unidos (Adult Top 40)            | 1              |
| Estados Unidos (Mainstream Rock)         | 1              |
| Estados Unidos (Mainstream Top 40)       | 1              |
| Europa (Eurochart Hot 100)               | 13             |
| Finlandia (OFC)                          | 16             |
| Francia (SNEP)                           | 19             |
| Hungría (Rádiós Top 40)                  | 3              |
| Irlanda (IRMA)                           | 2              |
| Nueva Zelanda (Recorded Music NZ)        | 5              |
| Noruega (VG-lista)                       | 4              |
| Países Bajos (Dutch Top 40)              | 8              |
| Reino Unido (UK Singles Chart)           | 5              |
| Reino Unido (UK Rock & Metal)            | 1              |
| República Checa (Rádio Top 100)          | 36             |
| Suecia (Sverigetopplistan)               | 2              |
| Suiza (Schweizer Hitparade)              | 12             |